# Giovanni Tria
Giovanni Tria (ur. 28 września 1948 w Rzymie) – włoski ekonomista i nauczyciel akademicki, profesor, od 2018 do 2019 minister gospodarki i finansów.

## Życiorys
W 1971 ukończył studia prawnicze na Uniwersytecie Rzymskim „La Sapienza”. Zajął się zawodowo działalnością akademicką, specjalizując się w zagadnieniach związanych z ekonomią, m.in. rozwojem gospodarczym, wzrostem gospodarczym, cyklem koniunkturalnym, inwestycjami publicznymi. Od początku lat 90. obejmował stanowiska profesorskie – najpierw na Uniwersytecie w Perugii, następnie na Università degli Studi di Roma „Tor Vergata”, gdzie uzyskał pełną profesurę w zakresie ekonomii politycznej. Został później wybrany na dziekana wydziału ekonomicznego tej uczelni.
Gościnnie wykładał na uczelniach w Chinach, Stanach Zjednoczonych, Wielkiej Brytanii i Kanadzie. Udzielał się również jako konsultant Banku Światowego i doradca w resorcie spraw zagranicznych. Był włoskim przedstawicielem w radzie administracyjnej Międzynarodowej Organizacji Pracy oraz członkiem rady doradczej do spraw innowacji przy Organizacji Współpracy Gospodarczej i Rozwoju. Pełnił też funkcję prezesa Scuola Nazionale dell’Amministrazione, krajowej szkoły administracji.
1 czerwca 2018 objął stanowisko ministra gospodarki i finansów w utworzonym przez Ruch Pięciu Gwiazd i Ligę Północną rządzie Giuseppe Contego. Zakończył urzędowanie wraz z całym gabinetem we wrześniu 2019.